# Rhinerrhizopsis ramuana
Rhinerrhizopsis ramuana är en orkidéart som först beskrevs av Friedrich Fritz Wilhelm Ludwig Kraenzlin, och fick sitt nu gällande namn av David Lloyd Jones och Mark Alwin Clements. Rhinerrhizopsis ramuana ingår i släktet Rhinerrhizopsis och familjen orkidéer. Inga underarter finns listade i Catalogue of Life.